# Альфонсо Дастіс
Альфонсо Марія Дастіс Кеседі (ісп. Alfonso María Dastis Quecedo; нар. 5 жовтня 1955, Херес-де-ла-Фронтера) — іспанський дипломат. Міністр закордонних справ Іспанії з 4 листопада 2016 по 7 червня 2018 року. Безпартійний.

## Біографія
Закінчив юридичний факультет Університету Святого Павла, вступив на дипломатичну службу в 1983 році. Обіймав посади радника міністра закордонних справ, радника при постійному представництві Іспанії при ООН, радника голови Уряду Іспанії, директора відділу підтримки організаційного комітету головування Іспанії в Європейському союзі в 2002 році і генерального секретаря з європейських справ. У 2004 році Дастіс був призначений послом Іспанії в Нідерландах і до грудня 2011 року обіймав посаду координатора в Комітеті постійних представників держав в Брюсселі. З грудня 2011 по листопад 2016 року Дастіс обіймав посаду постійного представника Іспанії в Європейському союзі. 4 листопада 2016 року очолив Міністерство закордонних справ та міжнародного співробітництва Іспанії в кабінеті Маріано Рахоя.